# Hjorttjärnen, Gästrikland
Hjorttjärnen är en sjö i Ockelbo kommun i Gästrikland och ingår i Testeboåns huvudavrinningsområde.